# Зібранівка
Зібрані́вка — село Заболотівської селищної громади Коломийського району Івано-Франківської області. До 2020 року входила до Снятинського району.

## Географія
У селі бере початок річка Лукач. Її довжина приблизно 8 км. Формується з багатьох безіменних струмків. Тече переважно на південний захід і між селами Любківці та Вовчківці впадає в річку Чорняву, ліву притоку Пруту.

## Історія
Є на Івано-Франківщині невелике мальовниче село Зібранівка, яке займає більше як 465 гектарів землі, мешкає в ньому понад 600 чоловік, від нього 110 км до обласного центру, 27 — до Снятина, 7 кілометрів до залізничної станції Заболотів.
У другій половині XVIII століття, десь близько 1790 року, на хвилястих схилах Покутської височини виникло село з такою незвичайною назвою.
Понад півтори тисячі видів рослин нараховується у селі.
За переказами, земля, на якій розкинулося село Зібранівка, до 1775 року була нічиїм, неораним цілинним степом. Згодом австрійський уряд віддав цей степ у володіння панові Косаковському, тодішньому коменданту прикордонного замку в Кутах. По смерті Косаковського його вдова подарувала цей степ людям з Кобак, Рибного, Рожнова, Кут та інших навколишніх сіл. Спочатку заможні господарі названих сіл будували на своїх земельних наділах так звані колешні та зимарки, де жили з весни аж до осені, коли сіяли та збирали врожай, а згодом з'явилися хати, куди переселялися вже родинами, щоб залишитися тут назавжди. За іншою версією, село заселяли людьми, які охороняли австрійсько-турецький кордон. Згодом турки відступили і як нагороду за службу цісарський уряд віддав охоронцям вільні землі, що простяглися від Келихова на схід до Альбінівки та від олешківських берегів річки Чорняви аж до балинецько-бучацьких полів. До наших днів у Зібранівці збереглися назви кутів, похідні від назв сіл переселенців: Кобацьке, Кутське, Рибненське, Попельницьке, Слобідське, Джурівське, Троєцьке, а також Босня, Білі Криниці — від криничок з цілющою джерельною водою і побіленим чи пофарбованим у білий колір цямринням, Шнури — бо картопляні ряди на городах були рівненькими, наче під шнур посадженими. І кожний кут має свою неповторну історію: і Варшава, і Гостинець, Ковалівський кут, Гнилиця, Токи, Тертиці, Ставище, Центр.
Цікавий факт у своїх спогадах подає колишній житель села Кобаки Григорій Іванович Букатчук (1898–1971):
— Двісті літ тому на місці, де сьогодні знаходиться село Зібранівка, були чисті поля. Поля ті, за переказами наших прадідів, були власністю багатої поміщиці. Помираючи бездітною, вона зробила заповіт, у якому всі свої поля розподілила селам. Тоді дістали там наділ землі Кобаки, Кути, Рибне, Рожнів, Іллінці та інші села. Люди в селі порадились між собою, що належало б отій поміщиці подякувати за такий файний дар. Вибрали з села кількох людей, котрі мали йти до поміщиці з подякою, але обдумали, що ніяково іти з порожніми руками, належало б при цьому дати якийсь подарунок. Роздумуючи над тим, який саме, урадили повезти їй пару мішків яблук, очевидно, найкращих, які є в селі. Таким найкращим у той час був сорт «колесачки». От і повезли чотири центнери колесачок. Цей переказ іноді пов'язують з іменем австрійської імператриці Марії Терезії і вважають, що саме вона розподілила селам ті землі.
Цю легенду із розповідей своїх родичів пам'ятає і жителька Зібранівки Марія Юріївна Мельничук (Дупей).
Досить цікавий факт описує Михайло Бажанський у своїй праці «Краса Снятинщини»: «Кобакі — мале поселення, пасовиська, поля, горби (232 метри понад рівень моря), лежить на південному заході від села Зібранівка, а на північному сході від села Келихова. Словник географічний зве цю оселю Кубаки, а деколи Кубацкє».
Чи не йде тут мова про теперішні Тертиці й Ставище Зібранівки? Адже, за спогадами наших дідів, на Ставищі давним-давно була церква, яка пішла під землю, а неподалік місця, де збудовано тепер каплицю, був цвинтар. Поруч ріс великий дубовий ліс. Тепер цього всього вже немає. Тож, можливо, Зібранівка розпочиналася саме з цього кута і виникла набагато раніше?
За статистичними даними в 1870 році у Зібранівці було 242 жителі. Для порівняння, у сусідніх селах на той час проживало: в Келихові — 362, Альбінівці (Шевченковому) — 288, Ганьківцях — 1193, Задубрівцях — 1315, Красноставцях — 1243, Вовчківцях — 2221, Олешкові — 714, Любківцях — 599, Тулукові — 1087, Демидчу — 1573 особи.
Перепис населення від 31 грудня 1900 року засвідчує, що в Зібранівці мешкало 704 особи, а в навколишніх селах жило: в Келихові — 437, Олешкові — 870, Тулукові — 1336, Демидчу — 2271, Борщеві — 1338, Рудниках — 1632, Трійці — 2510, Джурові — 2988, Іллінцях — 3437, Заболотові — 4234 особи.
У 1921 році знову було проведено перепис населення. За його даними, кількість жителів Зібранівки збільшилась і становила вже 961 особу. Для статистики, у навколишніх селах проживало: в Келихові — 454, Альбінівці — 350, Ганьківцях — 1438, Красноставцях — 1370, Задубрівцях — 1542, Вовчківцях — 2521, Любківцях — 751, Олешкові — 902, Тулукові — 1212, Демидчу — 2121, Іллінцях — 3305, Трійці — 2811, Рудниках — 1723 особи.
Станом на 1 січня 1939 року в Зібранівці проживало 690 осіб. А в навколишніх селах мешкало: в Келихові — 440, Альбінівці — 420, Ганьківцях — 2310, Задубрівцях — 2000, Красноставцях — 1490, Вовчківцях — 1740, Любківцях — 820, Олешкові — 910, Тулукові — 1330, Рудниках — 1880, Іллінцях — 3570 осіб.
За першим повоєнним переписом населення, в 1949 році у Зібранівці проживало 646 осіб, у Келихові — 372, Рожневих Полях — 685, Шевченковому (Альбінівці) — 368, Ганьківцях — 1514, Задубрівцях — 1672, Красноставцях — 1150, Балинцях — 1440, Бучачках — 702, Вовчківцях — 2253, Любківцях — 660 , Олешкові — 691, Тулукові — 970, Рудниках — 1611, Іллінцях — 3209, Трійці — 2143 особи.
За переписом населення, який було зроблено в 1959 році, у Зібранівці проживало 649 осіб, Келихові — 382, Рожневих Полях — 665, Шевченковому — 368, Ганьківцях — 1501, Красноставцях — 1051, Балинцях — 1018, Бучачках — 718, Вовчківцях — 2098, Любківцях — 670 , Олешкові — 697, Тулукові — 827, Рудниках — 1591, Іллінцях — 2775, Трійці — 2094, Заболотові — 4106 осіб.
На 1 січня 2008 року в Зібранівці проживала 801 особа.

## Зібранівська загальноосвітня школа
Школа. Рідна школа. Саме тут ми навчалися премудростям наук. Тут ми виростали й мужніли, збагачувалися духовно, вчилися любити людей і труд, мріяти і йти до мети. І це правда ! Бо в кожного з нас десь глибоко в душі разом із найріднішими людьми живуть найкращі спогади про рідну школу.
2008 рік — ювілейний для Зібранівської загальноосвітньої школи. Нині їй виповнюється сто років.
У літописі села читаємо: «Першу однокласну початкову школу в Зібранівці відкрито 1908 року в хаті Йосипа Савчука.
Перша вчителька — Марія Гриньовська, а перших учнів-першокласників було тільки 15».
1905 року громада села побудувала «резиденцію» — так називалась хата для священика. У 1910-му одну з кімнат «резиденції» виділили для занять школярам. Ця будівля збереглась і досі.
У 20-х роках минулого століття діти навчалися ще й у хаті Івана Яремійчука, оскільки приміщень для занять у «резиденції» не вистачало.
1909 року вчителькою в Зібранівці працювала Марія Ніцовичева, перед Першою світовою війною — Ганна Хромовська, яка співала альтом у районному вчительському хорі, пізніше — Марія Зарицька (Ніцович), Марія Гандзюк, пані Добровольська та пані Гросерова… Найдовше — з 1927 по 1944 рік працювала Євдокія Болюх (до шлюбу Рурик) з Вовчківців. Ще дотепер згадують про неї теплими і щирими словами її колишні учні. Ця вчителька була дуже доброю, лагідною, доброзичливою. Пам'ятають зібранівчани й про Василину Прокопівну Клипич із Заболотова та про Михайла Михайловича Семотюка з Іллінців, чия вчительська доля також пов'язана з Зібранівкою.
Перше приміщення Зібранівської школи на два класи збудоване в 1935 році. Школу зводили Дмитро Лівак, Юрій Хариняк, Антон П'яза, Микола Опаряк та інші жителі села, а криницю біля неї викопав Іван Порайко. Держава (а тоді на наших землях панувала Польща) ніяких коштів на будівництво не виділяла, тому люди всю роботу виконували своїми силами. Освячував новозбудоване шкільне приміщення священик Микола Волянський, народжений 1872 року.
У 1949 році Зібранівська школа стала семирічною. Першим директором був Сергій Трохимович Яцун — родом зі східних областей України. Працював разом із своєю дружиною Ольгою Улянівною Мірошник.
На той час у школі працювали також: Параска Дмитрівна Михайлюк (Довганюк), Меланія Василівна Боднарчук, Петро Петрович Негрич, подружжя Курилюків — Марія Йосипівна і Гнат Федорович та інші, піонервожатою була Катерина Прокопівна Книш.
Як свідчать архівні документи, роботою школи опікувався і виконавчий комітет Зібранівської сільської ради. Так, 15 травня 1949 року на засіданні сесії сільради було заслухано питання про підготовку школи до нового навчального року. З доповіддю виступив голова батьківського комітету Дмитро Юрійович Палійчук, співдоповідач — директор школи Сергій Трохимович Яцун. Йшлося про невідкладний ремонт шкільного приміщення. Головою сільської ради був Михайло Миколайович Бойчук (1903 р.н.), секретарем — Микита Танасійович Федюк (1892 р.н.).
1951 року директором школи призначили Дмитра Васильовича Довганюка, який працював на цій посаді до 1955-го.
5 березня 1952 року на сесії Зібранівської сільської ради знову розглядалось питання про школу, зокрема, про стан навчання у ній, надання матеріальної допомоги дітям-сиротам і напівсиротам та про хід навчання неписьменних і малописьменних. Доповідачем був заступник директора школи Василь Дмитрович Бачук. На сесії порушувалося питання про перебудову школи. Як семирічна, вона повинна була мати відповідну кількість класних кімнат, кімнати для педагогічного персоналу та бібліотеки. Головою сільської ради на той час був Микола Степанович Палійчук (1925 р.н.), секретарем — Микита Танасійович Федюк.
Отже, за час, поки школою керував Дмитро Васильович Довганюк, до старого шкільного приміщення добудували ще чотири класи. Багато допомагали в будівництві жителі села: вони влаштовували толоку, не шкодували ані сил, ані здоров'я, ані свого часу для доброї справи. Люди дуже хотіли, щоб у селі була своя добротна школа.
Перший випуск Зібранівської семирічки відбувся 1952 року. А першими випускниками були: Василь Чепіль, Василь Грицик, Микола Ворощук, Євдокія Горук, Ганна Сливка, Ольга Чепига, Дарія Корж, Ганна Юрах, Марія Мокрій, Дарія Горук, Дарія Савчук, Наталія Чепига, Ірина Палійчук, Ганна Дрислюк, Євдокія Стрибко, Ганна Горук, Петро Порайко, Василь Богородецький, Йосип Мотрук, Михайло Палійчук, Іван Горук, Богдан Завада. Класним керівником був учитель математики Василь Дмитрович Бачук, який пізніше став директором школи.
У Зібранівській школі навчалися ще учні з Келихова та Рож-Поля.
У школі вчителі не тільки прищеплювали учням любов до знань. Вони залучали їх до занять у спортивних гуртках, учили танцювати й співати, працювати на пришкільній ділянці. Радісною для Зібранівської школи виявилася весна 1958 року, адже на районній олімпіаді учнівської самодіяльності вона посіла друге місце. У тому ж році в приміщенні Заболотівського районного Будинку піонерів відбувся шаховий турнір школярів. У ході змагання серед хлопців переміг учень шостого класу Зібранівської семирічної школи Микола Стрибко, який виграв усі партії, крім однієї, яку звів унічию.
На початку 60-х років минулого століття школа стала восьмирічною, на початку 80-х — дев'ятирічною, а в середині 90-х навіть мала статус середньої.
1961 року педагогічний колектив Зібранівської восьмирічної школи очолила колишня випускниця, перша жінка — уродженка Зібранівки, яка отримала вищу освіту — Олександра Олексіївна Паранчич (Палійчук). Молодий директор зуміла згуртувати навколо себе учительський колектив школи, який, не рахуючись зі своїм часом, робив усе, щоб учні отримували добрі знання. Крім основної роботи, вчителі брали активну участь у громадському житті села.
Працювали агітаторами, лекторами: ходили до людей у поле, розповідали про різні новини, про здобутки народу, а вечорами брали активну участь у художній самодіяльності, у гуртках при сільському клубі.
Збігав час, змінювалися учні, вчителі, директори школи. Найдовше, 18 років, — від 1982 до 2000-го директором школи був Ігор Володимирович Дума. За його керівництва 1 вересня 1983 року в Зібранівці відкрито нову, гарну, світлу двоповерхову школу. 1988-го при школі було створено Малу Академію Народних Мистецтв (МАНМ), якою керувала завуч Марія Іванівна Богородецька. При Малій Академії було також створено фольклорно-етнографічний ансамбль «Родина», у якому співали люди усіх поколінь — від першокласників до бабусь. У 1992 році під керівництвом Петра Васильовича Коржа створено кобзарське тріо «Дума», яке невдовзі на пісенному фестивалі «Повстанські ночі», що проходив у м. Рівному, отримало звання лауреата. Разом з Петром Васильовичем у складі кобзарського тріо виступали Іван Гуцуляк та Степан Юрах.
Згадує Ігор Володимирович Дума:
— У період мого керівництва школою ми завершували навчання у приміщенні старої школи, тому, що 1 вересня 1983 року було здано в експлуатацію нову шкільну будівлю. Педагогічний колектив, громадськість села, батьки доклали багато зусиль, працюючи на будівництві школи та на освоєнні нового приміщення. Багато гарних починань було в школі. Одними з перших ми започаткували викладання народознавства в усіх класах. Почали відтворювати народні звичаї, традиції, які існували колись на території нашого села. Завдяки зусиллям педагогів — Марії Іванівни та Остапа Михайловича Богородецьких, Ганни Василівни Бегей, Марії Юріївни Косович, Ольги Миколаївни Горук разом з дітьми створили Малу Академію Народних Мистецтв, метою якої було відтворення та впровадження давніх традицій.
У 1994 році Зібранівську загальноосвітню школу прийняли колективним членом до Міжнародного освітнього фонду ім. Ярослава Мудрого. Саме цей освітній фонд надавав школі допомогу в забезпеченні різноманітною літературою та навчальними посібниками.
Учні школи неодноразово були переможцями районних і призерами обласних змагань з туризму. Готували школярів до цих випробувань учителі фізкультури Микола Дмитрович Палійчук та Ярослав Васильович Бачук.
Згадує Марія Іванівна Богородецька:
— У кінці вісімдесятих років ми дізналися з газети «Радянська освіта» про роботу Малої Академії Народних Мистецтв Гнідинської середньої школи Бориспільського району Київської області. Роботою цієї школи зацікавився і районний методичний кабінет (завідувала кабінетом Ганна Дмитрівна Кушик, районним відділом освіти керував Мирослав Петрович Попадюк). У поїздку до Гнідина для вивчення досвіду МАНМ запросили директора школи Ігоря Володимировича Думу та мене як заступника директора. Побувавши у Гнідині, приїхали додому, склали програму роботи Малої Академії. Петро Васильович Корж, учитель музики, написав гімн МАНМ, Марія Юріївна Косович та Василь Іванович Палійчук намалювали герб. Відкриття Малої Академії Народних Мистецтв відбулося 22 жовтня 1988 року в клубі с. Зібранівка, де зібралося багато людей, у тому числі батьків. Це було велике свято.
В Академії працювали такі відділення:
- фольклорно-етнографічне (керівник — М. І. Богородецька);
- хорове (керівник — П. В. Корж);
- туристично-краєзнавче (керівники — М.І Богородецька та Я. В. Бачук);
- писанкарства (керівник — М. Ю. Косович).

Активну участь у роботі фольклорно-етнографічного відділення брали учителі школи — Ольга Василівна Петровська, Ольга Дмитрівна Филипчук, Остап Михайлович Богородецький, Ольга Миколаївна Горук, Марія Юріївна Косович, Ганна Василівна Бегей, Марія Дмитрівна Палійчук.
Залучали до роботи і батьків, бо, як відомо, школа — батьки (сім'я, родина) — громадськість села — це той трикутник, у якому виховуються діти.
Учні та вчителі Зібранівської школи брали участь у першому Соборі Української духовної республіки в м. Коломиї, а разом з батьками учнів — у програмі «Плеяда» на київському телебаченні. Там вони показували фрагмент святкування Великодня. Високу оцінку майстерності колективу із Зібранівки тоді дали Дмитро Степовик, Микола Жулинський, Іван Дзюба, Дмитро Чередниченко, Лесь Танюк.
Учні школи брали участь у відкритті пам'ятника Степану Бандері в с. Старий Угрин Калуського району, у святкуванні дев'яносторіччя Завальської Січі, у відзначенні річниці від дня народження Василя Стефаника в Русові.
Згадує Ганна Василівна Бегей:
— На уроках народознавства ми продовжували вивчати звичаї, традиції, народні пісні. Вчили учнів вишивати, в'язати, плести з лози різні вироби. Учнями і вчителями нашої школи було підготовлено багато виступів. З одним із них ми поїхали до Києва, де відбувався Всеукраїнський зліт Малих Академій Народних Мистецтв. Це була презентація роботи МАНМ нашої школи. Там ми показували фрагмент покутського весілля. Головними дійовими особами були «Молодий» і «Молода». Ці ролі виконували Роман Михайлюк та Ліна Петровська — на той час учні 9 класу. Крім цього, ми організували у Києві виставку учнівських робіт з різних народних промислів. Я, наприклад, мала вироби із вишивки та ткацтва, а Марія Дмитрівна Палійчук випекла дві печі хліба, і повезли ми це все до столиці. Там пригощали покутським хлібом киян і гостей, які були присутні на святі. Усім так сподобався наш хліб, що його навіть розламували на дрібні шматочки, щоб кожний охочий міг його скуштувати. До нас підійшла Народна артистка України Ніна Матвієнко і разом з нами заспівала на той час ще не легалізовану пісню «Ой, у лісі березовім».
Згадує Петро Васильович Корж:
— У 1989-му в селі Стрітівка Кагарлицького району на Київщині було відкрито школу кобзарського мистецтва. Тоді ж до цієї школи поїхав учитися випускник Зібранівської школи Іван Гуцуляк. Пізніше у кобзарській школі на Київщині навчалися також інші випускники Зібранівської школи: Степан Дибак, Степан Юрах, Іван Демчук, Петро Труфин. Приємно, що Зібранівська школа відправила на навчання до кобзарської школи найбільше випускників Снятинського району — п'ять. Кобзарське тріо «Дума», створене при школі, виступало зі своєю концертною програмою в селах району, області, у сільських клубах та будинках культури. Неодноразово брали ми участь у виступах на сценах Івано-Франківського обласного музично-драматичного театру ім. І.Франка, Івано-Франківської обласної державної філармонії. Проходили виступи кобзарів і на площах, майданах, стадіонах під час мітингів, святкувань, освячень могил борцям за волю України.
Зібранівські глядачі мали змогу побачити й почути професійних артистів на сцені сільського клубу. Кобзар, Заслужений артист України Володимир Горбатюк виступав із повною концертною програмою в Зібранівському клубі 26 березня 1989 року, a Заслужений артист України Василь Пиндик — 22 червня 1997 року.
У 1996 році побували в Зібранівській школі й виступили з концертом Заслужений артист України, знаний в державі та за її межами кобзар Василь Литвин та поетеса Антоніна Гармаш (Литвин) — одні з ініціаторів створення першої і єдиної в Україні Стрітівської вищої школи кобзарського мистецтва.
У 2000-2016 роках директором школи була Дарія Степанівна Чурко. З  2016 року педагогічний колектив очолює молодий енергійний Петро Миколайович Боднарук.
У даний час робота педагогічного колективу Зібранівської школи спрямована на впровадження різноманітних методів навчальної та виховної діяльності, котрі формують активну життєву позицію учнів. Педагогічний колектив працює над створенням системи роботи з обдарованими дітьми. Успішно впроваджується технологія проектування. Зокрема, розроблено і реалізуються проекти: «Випуск шкільної газети», «Краса землі в твоїх руках, людино», «Поспішаймо творити добро», «Я громадянин України» та інші.
Результатом спільної діяльності учнів та вчителів школи є перемога проекту «Випуск шкільної газети» у районному та обласному конкурсі.
Зібранівські школярі — активні учасники районного турніру юних журналістів, конкурсів «Учень року», «Писанка Покуття — 2008», юних дизайнерів, науково-пошукових робіт «Голодомор 1932–1933 років. Україна пам'ятає». У другому етапі Всеукраїнських предметних олімпіад учениця 9 класу Оксана Палійчук та учениця 6 класу Тетяна Горук у 2007–2008 н.р. вибороли третє місце з історії та математики відповідно, а учениця 7 класу Вікторія Гуцуляк зайняла третє місце у конкурсі знавців української мови.
Прикметою часу є розвиток учнівського самоврядування, органи якого працюють у Зібранівській школі вже декілька років — учнівська організація «Рід», основним завданням якої є виховання в учнів любові і глибокої поваги до себе, товаришів, родини, народу, Батьківщини, звичаїв і традицій, та учнівське самоврядування у формі президентського правління.
Багато випускників Зібранівської загальноосвітньої школи минулих років стали учителями, лікарями, економістами, юристами… Пишається Зібранівка своїми випускниками, відомими нині не тільки в Україні, а й далеко за її межами. Серед них :
Роман Семенович Яремійчук — доктор технічних наук, професор, академік і віце-президент Української нафтогазової академії, дійсний член Наукового Товариства ім. Шевченка, іноземний член Російської академії природничих наук ім. В. Вернадського, дійсний член Білоруської гірничої академії, лауреат Державної премії України в галузі науки і техніки, нагороджений орденом «За заслуги» 3-го ступеня, срібною медаллю В. Вернадського за видатні досягнення в науці. Він автор 54 книг, більше 150 авторських свідоцтв та патентів на винаходи і близько 300 статей, опублікованих у журналах України, Росії, Польщі, Аргентини та США.
Олександра Василівна Борець (Чепіль) — доктор хімічних наук, професор, завідувачка кафедри хімії Ужгородського університету, директор лабораторії з вирощування кристалів.
Юрій Олексійович Палійчук — кандидат хімічних наук, працював науковим співробітником Інституту органічної хімії АН України, науковим співробітником-консультантом Президії НАН України, у Міністерстві закордонних справ України — першим секретарем, радником на російському напрямку дипломатичної роботи.
Наталія Олексіївна Філь (Палійчук) — заступник начальника управління освіти і науки Івано-Франківської обласної державної адміністрації, начальник відділу загальної середньої освіти, відмінник освіти України, нагороджена Почесним знаком Міністерства освіти і науки України «Софія Русова».
Петро Васильович Корж — учитель, поет, композитор, співак, лауреат всеукраїнських пісенних фестивалів і літературно-мистецької премії ім. Марка Черемшини.
Гошко Микола Васильович - працював у райгазетах Буковини, кореспондентом Чернівецької обласної газети «Молодий буковинець», кореспондентом і редактором Чернівецького обласного радіо. Багато років завідував редакційно-видавничим відділом обласного центру народної творчості. Його новели друкувалися в збірниках «Калинові корали», «Від Дністра до Черемошу», в обласній та республіканській періодиці.У 1972 р. в ужгородському видавництві «Карпати» вийшла перша книга новел М. Гошка «Зозулі накували», відтак побачили світ збірки новел «А обруч котиться» (Чернівці, Облполіграфвидав, 1991), «Впав хлопець молодий» (Зелена Буковина, 1995), «Журавка» (Зелена Буковина, 1997). Видав збірку буклетів «Співці оновленого краю» (1990), куди увійшли розповіді з портретами 17 буковинських композиторів, диригентів і музикантів.
Пишається Зібранівка й багатьма іншими випускниками школи.
Відтоді, як Зібранівська загальноосвітня школа стала семирічною, а згодом восьмирічною і дев'ятирічною, її директорами були:
1. Сергій Трохимович Яцун
2. Дмитро Васильович Довганюк
3. Василь Дмитрович Бачук
4. Микола Олександрович Щербань
5. Олександра Олексіївна Паранчич
6. Мирослав Петрович Попадюк
7. Василь Йосипович Даниш
8. Мирослав Васильович Лукащук
9. Василь Іванович Палійчук
10. Ганна Дмитрівна Верига
11. Марія Іванівна Богородецька
12. Ігор Володимирович Дума
13. Дарія Степанівна Чурко
14. Петро Миколайович Боднарук
15. Палійчук Іван Дмитрович (з 2022 року)

За час існування Зібранівської школи у її стінах працював не один десяток талановитих учителів, які вели молоде покоління у країну знань, виховували почуття патріотизму, сіяли в душах своїх вихованців добро, милосердя, людяність і любов до рідної землі, материнської мови. Тут разом з учнями вони творили історію школи, пізнавали світ. Тут залишилися творіння їхніх рук, душ і сердець. Зібранівка про них пам'ятає.
Учителями в школі працювали:
1. Марія Гриньовська
2. Марія Ніцовичева
3. Ганна Хромовська
4. Марія Зарицька (Ніцович)
5. Марія Гандзюк
6. пані Добровольська
7. пані Гросерова
8. Євдокія Болюх (Рурик)
9. Михайло Михайлович Семотюк
10. Василина Прокопівна Клипич
11. Ольга Улянівна Мірошник
12. Параска Дмитрівна Михайлюк (Довганюк)
13. Меланія Василівна Боднарчук
14. Марія Йосипівна Курилюк
15. Гнат Федорович Курилюк
16. Петро Петрович Негрич
17. Катерина Прокопівна Книш
18. Микола Дмитрович Затинчук
19. Марія Костянтинівна Ричагова
20. Любов Гнатівна Лупєєва
21. Віра Михайлівна Друк
22. Тетяна Юріївна Огрузько
23. Дмитро Миколайович Косован
24. Ярослав Васильович Порайко
25. Ганна Йосипівна Бегей (Порайко)
26. Калина Дмитрівна Мамчур
27. Петро Петрович Северин
28. Євдокія Василівна Викерик
29. Володимир Миколайович Шевага
30. Ганна Іванівна Палійчук (Войтович)
31. Ніна Миколаївна Пустовой
32. Ірина Михайлівна Фармуга
33. Володимир Дмитрович Стеф'юк
34. Олексій Григорович Юряк
35. Алла Борисівна Кірюк
36. Ганна Василівна Бойчук
37. Микола Дмитрович Палійчук
38. Василь Миколайович Павлик
39. Остап Михайлович Богородецький
40. Яніна Наумівна Ткаченко
41. Семен Йосипович Курилюк
42. Ольга Миколаївна Горук
43. Василь Дмитрович Солован
44. Марія Дмитрівна Іваницька
45. Василь Дмитрович Грицик
46. Ганна Михайлівна Грицик
47. Степан Миколайович Борчук
48. Ольга Василівна Довганюк
49. Ольга Дмитрівна Филипчук
50. Ольга Василівна Петровська
51. Ганна Олексіївна Костюк
52. Ярослав Васильович Бачук
53. Галина Йосипівна Михайлюк
54. Марія Юріївна Косович
55. Наталія Дмитрівна Бачук
56. Ганна Василівна Бегей
57. Ольга Дмитрівна Фокшанська
58. Марія Дмитрівна Ткачук
59. Василь Іванович Цап'юк
60. Оксана Петрівна Лесюк
61. Ольга Адамівна Чвіль
62. Ольга Петрівна Бобечко
63. Ганна Василівна Коваленко
64. Лев Йосипович Васерман
65. Василь Васильович Остафійчук
66. Михайло Петрович Симотюк
67. Василь Іванович Костюк
68. Ольга Дмитрівна Якубовська
69. Михайло Панько
70. Василь Юрійович Богородецький
71. Василь Іванович Матвій
72. Євгенія Прокопівна Нижник
73. Ольга Миколаївна Борчук
74. Ірина Йосипівна Банасевич
75. Галина Василівна Захарук
76. Олександра Іванівна Гарасим'юк
77. Любов Володимирівна Годованець
78. Наталія Василівна Коваль
79. Марія Василівна Дідух
80. Марія Петрівна Козинюк
81. Катерина Федорівна Ярошенко
82. Віра Іванівна Юрчак
83. Галина Іванівна Угринчук
84. Галина Богданівна Палій
85. Ганна Василівна Назарійчук
86. Надія Петрівна Олексюк
87. Світлана Василівна Ільніцька
88. Ольга Петрівна Демчук
89. Надія Василівна Терлецька
90. Марія Пилипівна Филипчук
91. Петро Васильович Корж

Звичайно, усіх учителів, які працювали у Зібранівській школі, ми не назвали, пам'ять людська не все у змозі зберегти. Нехай Вони простять. Сподіваємось, у недалекому майбутньому це упущення буде виправлено.
Обслуговчий персонал школи:
1. Юрій Олексійович Кушнірук
2. Катерина Дмитрівна Кушнірук
3. Дарія Василівна Ковалюк
4. Катерина Миколаївна Боднарук
5. Дарія Миколаївна Юрчук
6. Катерина Федорівна Корж
7. Ганна Олексіївна Циганчук
8. Василь Дмитрович Циганчук
9. Олена Миколаївна Ковалюк
10. Степан Онуфрійович Мельничук
11. Василь Іванович Киселиця
12. Мирослав Миколайович Савчук
13. Іван Васильович Палійчук
14. Роман Іванович Михайлюк
15. Василь Іванович Палійчук
16. Василь Григорович Жмендак
17. Іван Дмитрович Савчук
18. Василь Дмитрович Грабовецький
19. Віктор Васильович Корж
20. Василь Миколайович Сахро
21. Василь Петрович Грицюк
22. Іван Мирославович Боратинський
23. Іван Михайлович Яківчук
24. Дмитро Онуфрійович Гуцуляк
25. Ірина Юріївна Тимофійчук
26. Марія Миколаївна Чепіль
27. Василь Ілліч Угринчук
28. Іван Степанович Мельничук
29. Марія Пантелівна Яремійчук
30. Микола Іванович Палійчук
31. Дмитро Кирилович Баланик
У 2008–2009 н.р. в Зібранівській загальноосвітній школі працюють учителі :
1. Дарія Степанівна Чурко — директор
2. Ярослав Богданович Бачук — заступник директора з НВР
3. Оксана Іванівна Довганюк (Бачук) — педагог-організатор
4. Дмитро Миколайович Палійчук
5. Марія Дмитрівна Палійчук
6. Віра Василівна Тимофійчук
7. Марія Василівна Бейбулатова
8. Марія Володимирівна Палійчук
9. Василь Васильович Чепіль
10. Наталія Василівна Яцик
11. Олександра Іванівна Близнюк
12. Світлана Василівна Блошко
13. Оксана Пилипівна Горук
14. Мирослава Іванівна Бачук
15. Ольга Мирославівна Кобринська
16. Віктор В'ячеславович Михайлов
Обслуговуючий персонал:
1. Василь Ілліч Чурко
2. Любов Василівна Корж
3. Світлана Василівна Боднарук
4. Дмитро Дмитрович Довганюк
5. Мирослав Васильович Тимофійчук
6. Василь Васильович Палійчук
7. Анатолій Кирилович Пономарчук
8. Оксана Володимирівна Шекеряк
9. Оксана Василівна Мандзій
10. Марія Кирилівна Баланик

## Церква
Коли людина повертає своє обличчя до Бога, вона всюди бачить сонячне світло. Глибоко віруючими людьми були перші поселенці Зібранівки і тому перше, що вони зробили, — на межі земельних наділів Кобацького, Рибненського і Старокутського в 1861 році спорудили дерев'яну однобанну церкву.
А з'явилась вона в Зібранівці за таких обставин. У 1848 році на Сокілци у Кобаках люди вирішили будувати нову муровану з цегли церкву. Стару церкву розібрали і подарували її жителям Зібранівки, оскільки сюди на постійне місце проживання переселялися родини і з Кобак. Церква ця простояла у селі понад сто років. Біля церкви була колись і невеличка дзвіниця, також із Кобак.
Освятили церкву в 1862 році. Тоді освятив її повітовий декан, а 27 жовтня 1895 року — Станіславський Владика, Архієпископ Галицький Павло. Відтоді День Преподобної Параскеви Сербської став храмовим святом в селі. І навіть назву селу, за переказами старожилів, дав Владика. Саме він сказав: «Село заснували люди, які зібралися з різних навколишніх сіл, то нехай і називається воно Зібранівкою». Кажуть, перша дитина, яка була хрещена у збудованій церкві, — Дмитра Чепеля дід — це Микола Гнатович Чепіль.
У післявоєнний час стару церкву обклали новим деревом і оновили її. Керував будівництвом Юрій Хариняк. Якщо увійти до церкви і уважно подивитися перед вівтарем уверх, то можна побачити там вирубаний зазуб. Це на стільки від цього зазуба ширша оновлена церква, а дерево з дуба на одвірки, що є в церкві, подарував Василь Михайлович Близнюк. У 1952 році церква уже була побудована, лише не було зверху бані середньої (купола), яку доклали через кілька років.
Освячували новозбудовану церкву 1952 року на храмове свято. Храм Божий вірно служив багатьом поколінням мешканців Зібранівки. Трагічні часи настали для церкви наприкінці 1960 року, коли майже на тридцять літ замовкли дзвони, не було відправ. Але не вдалося совітам знищити храм, вбити віру. Віддані своїй церкві, мужні, добрі люди не дали їй пропасти: вони встигли забрати з церкви найцінніше — старовинні Євангеліє, образи, позолочену чашу. Переховували і берегли все це майже тридцять років.
Згадує Ольга Гарасимівна П'яза:
— Справді, люди не дали пропасти церковному майну. Чашу переховував Василь Васильович Дупей, Євангеліє — мій тато — Гарасим Глітняк, фалони — Наталія Миколаївна Струць, Михайло Іванович Яківчук та багато інших жителів села.
За архівними даними, 17 березня 1961 року уповноважений Ради у справах Руської православної церкви при Раді Міністрів СРСР по Станіславській області О. П. Атаманюк у доповіді, яка була підготовлена для виступу на зборах у м. Львові 14—16 березня 1961 року, писав: «Протягом 1960 року по Станіславській області знято з реєстрації 14 церков.
Станом на 1 січня 1961 року було зареєстровано 628 церков, серед них: — у містах — 23, — у селищах міського типу — 25, — у селах — 580.
Священиків зареєстровано 228, у тому числі: — у містах — 19, — у селищах міського типу — 19, — у селах — 190.
На початку 1961 року обстежено й представлено для зняття з реєстрації 16 общин. На 6 отримано санкцію Ради, а на решту отримано згоду уповноваженого по Українській РСР. Для того, щоб не викликати серед віруючих бурхливої реакції, такі заходи проводяться в різних районах, розташованих у протилежних кінцях області. Наприклад, Снятин, Станіслав, Галич, Калуш, Богородчани».
Ось такими методами радянська влада боролася з релігією, у такий спосіб закривала церкви. У цей список потрапила і Зібранівська церква.
Багато зусиль для збереження Божого храму доклав завзятий організатор, людина веселої вдачі, сільський музикант-цимбаліст Іван Михайлович Остап'юк. Під його керівництвом у 1978 році Зібранівську церкву було перекрито, відремонтовано, помальовано. Друге народження Господнього Храму, відкриття і освячення відбулося 5 лютого 1989 року. І сьогодні сільська церква святої Параскеви Сербської, належить до УПЦ КП, настоятель ієрей Володимир Захарук. Це серце Зібранівки, центр духовності, куди люди приходять, щоб помолитися, покаятися, набратися сил, любові і Божої благодаті… Розповідають, що на початку XX століття коло церкви стояв величезний дзвін. Тим дзвоном навіть хмари розганяли, а його звук чули в усіх навколишніх селах.

## Каплички та пам'ятні хрести
Каплички і хрести — це вічний заповіт предків своїм нащадкам любити рідну землю, вірно служити своєму народу, твердо триматися своєї, праотцівської віри.
І хай Бог помагає нам у наших прагненнях і потребах.
І в Зібранівці є такі каплички та пам'ятні хрести.
За спогадами старожилів, першу капличку в селі збудовано 1928 року на подвір'ї Івана Боратинського. А побудували каплицю за досить цікавої події. На обійсті господаря копали криницю, а коли опускали кільця, то їх заклинило. Тоді хтось запропонував побудувати капличку, після чого без пригод вдалося докопати криницю. Так дивно був проявлений знак Божий.
А неподалік церкви та могили «Борцям за волю України» в 1992 році побудовано каплицю на честь Різдва Івана Хрестителя.
Над усе народ український шанує та береже віру в силу матері Божої. Свідченням того — збудована на подвір'ї Марії Дупей каплиця Святої Покрови Пресвятої Богородиці, яку освячено 14 жовтня 1994 року.
На гроші, зібрані з Різдвяних колядувань жителями кута Долина, в 1998 році на розі трьох вулиць — Тертиці, Ставище та Гнилиця під керівництвом Степана Онуфрійовича Мельничука збудована каплиця Святої Трійці. Всі роботи від початку і до завершення будівництва виконували жителі цих вулиць. Освятив каплицю на свято апостолів Петра і Павла священик Василь Захарук.
Ця каплиця є окрасою кута Долина. Вона ніби кличе кожного увійти до неї, поклонитися святим іконам і знайти мудру пораду на всі випадки життя.
На подвір'ї Івана Миколайовича Опарика в 2004 році також побудовано каплицю на честь Різдва Івана Хрестителя, яку було освячено в 2007 році. Радує око односельчан і капличка в Білих Криницях, яку побудовано в 2006 році на кошти Сергія Ярославовича Дмитрука та його родини. Щороку 19 січня, на Йордан, тут освячують воду.
Дух цієї благословенної землі осінив душі наших краян великою любов'ю, добротою та милосердям, а щира віра в Бога дарувала людям нести слово молитви та істини поміж односельців. Тому кожен, кого осіяла мудрість Божа, ніс ту благодать у свій народ, будуючи каплиці, пам'ятні хрести, освячував їх біля криниць, на подвір'ях, дорогах і перехрестях.
Є і в Зібранівці такі місця, як символи вічної пам'яті, яка не дає заснути людській совісті й робить живою душу.
22 грудня 1945 року на Гнилиці, неподалік від хати Марії Федорук, загинув повстанець Шугай (Микола Іванович Остафійчук із села Вербівці Городенківського району). На місці його загибелі стоїть пам'ятний хрест, який зробив Іван Васильович Палійчук, а встановлювали цей хрест у 1992 році Дмитро Антонович П'яза та Василь Іванович Киселиця. На освячення хреста приїжджали земляки М. Остафійчука з Вербівців: рідна сестра, родина, колишні повстанці. На відкритті виступав також Микола Яремійчук, який заспівав повстанську пісню.
Є пам'ятний хрест і в Білих Криницях. На цьому місці 28 квітня 1949 року загинули повстанці Орест (Андрій Іванович Тимофійчук із с. Шевченкове), Опришок (Юрій Миколайович Гуменюк із с. Олешків) та Ярий (Іван Васильович Мельничук із с. Ганьківці). Цей хрест встановив Йосип Іванович Мокрій.
Зібранівчани віддано люблять своє село, свято зберігають звичаї, традиції. Досі в Зібранівці в ніч на Івана Купала хлопці і дівчата йдуть по «зіллє», кожна дитина з нетерпінням чекає «Николая» з подарунками, а Святий вечір, Різдво Христове, Маланка, Новий рік, Водохреща — свята, коли відбувається єднання людини з усім світом: земними стихіями й ангелами небесними, з усім родом і далекими предками, очищаються і єднаються душі. Все це дарує віру, любов і надію на краще.
Не забувають зібранівчани й тих, хто розбудовував рідне село. Серед них — Микита Федюк. Він народився 7 грудня 1892 року. Був грамотною для свого часу людиною, тож громада обрала його писарем сільської управи. Саме Микита ще у 20-х роках XX сторіччя розпочав літопис села і залишив після себе неоціненний скарб — рукопис «Матеріали історії села Зібранівка». Коли в 50-х роках минулого століття М. Федюк працював бухгалтером у школі, то навчав дітей, як вирощувати плодові саджанці, доглядати за деревами та збирати насіння плодових дерев. То ще й сьогодні в селі рясно родять сади, викохані руками Микити Федюка.
Хочеться згадати добрим словом Петра Григораша, який теж працював секретарем сільської ради; Миколу Яремійчука, якого разом з кількома підлітками в 1951 році насильно відправили на шахти Донбасу, але після служби в Армії він все одно повернувся до рідного села; Петра Коржа — вчителя, лауреата всеукраїнських пісенних фестивалів, поета й композитора, який уже в наш час збирав матеріали про історію села.
Коло самого клубу жив Іван Порайко, у нього в хаті була «молочарня», де часто збиралися люди, щоб обговорити останні події.
Багато криниць викопав у Зібранівці і хат збудував Юрко Хариняк, майстер — «золоті руки», він і церкву реставрував.
Ці прості люди разом з багатьма іншими односельчанами в різні роки збирали спогади, перекази людей про жителів Зібранівки, про перших переселенців, які прибули на цю землю для постійного проживання.

## Могила борцям за волю України
У 1942 році була висипана могила Січовим стрільцям. За радянської влади, в 1945 році, цю могилу розрили.
У 1989 році зібрався церковний комітет села, який вирішив висипати нову могилу борцям за волю України. Активну участь в її упорядкуванні брали жителі села: Василь Іванович Киселиця (голова церковного комітету), Дмитро Антонович П'яза, Іван Васильович Палійчук, Микола Васильович Палійчук, Дмитро Миколайович Кушнірик, Микола Іванович Мельничук, Роман Васильович Юрчук та інші.
У 1992 році могилу освятив священик Іван Михайлович Курилюк.
Чи не свідчить цей факт про те, що пам'ять людська жива, що народ не забуває своїх синів.
Не обминула й наше село війна. Зібранівські чоловіки також боронили рідну землю від нацистської навали. Багато з них не повернулось до рідного села, але пам'ять про них живе і в наш час.
У 1967 році в селі відкрито пам'ятник воїнам-односельчанам, які загинули в роки Другої світової війни. На пам'ятнику викарбувані їх імена.

## Вояки села Зібранівка, які загинули у Другій світовій війні
1. Дмитро Семенович Порайко
2. Павло Петрович Букатчук
3. Василь Іванович Федорук
4. Іван Васильович Шишук
5. Петро Григорович Чепига
6. Мирослав Васильович Мельничук
7. Андрій Якович Нестерук
8. Василь Семенович Сливка
9. Василь Олексійович Думенчук
10. Степан Григораш
11. Гнат Петрович Гошко
12. Олексій Іванович Ватаманюк
13 Микола Борисович Сенюк
14. Онуфрій Миколайович Церковнюк

## Загинули в післявоєнний час, у роки встановлення радянської влади
1. Іван Михайлович Боратинський
2. Марія Боратинська
3. Мирослав Онуфрійович Ковалюк
4. Іван Семенович Мельничук
5. Іван Федорович Шпентюк
6. Степан Федорович Горук
7. Юрій Танасійович Чепига
8. Микола Васильович Дикий
9. Василь Іванович Глібчук
10. Варвара Іванівна Глібчук
11. Тома Іванович Глібчук

## На сторожі здоров'я Зібранівки
Духовне здоров'я людей Зібранівки мало свої обереги віддавна, може, тому тут дівчата й хлопці такі «файні та дужі». Але до цього прилучилися й ті, хто пантрував за фізичним здоров'ям і малого, і старого, а в разі необхідності приходив на допомогу з мазями й пігулками, ліками й уколами, відганяючи хвороби тілесні. Це славні медичні працівники: Зіна, Марія Карпич, Марія Ліберманівна, Лєна, Ольга Генцарик (Палійчук), Люба Зеленівська, Ігор Савчук.
Усі вони були не місцеві, тож людська пам'ять не зберегла їхні прізвища чи по батькові, але їхні вчинки й людяне ставлення до жителів села ще довго пам'ятатимуть у Зібранівці.
Понад 33 роки пропрацювала завідувачкою фельдшерсько-акушерського пункту у селі Марія Андріївна Палійчук.
Це з її доброї руки та ініціативи 1982 року збудували новий ФАП. Разом зі своєю помічницею, санітаркою Іриною Василівною Чепигою, Марія Андріївна посадила біля ФАПу берези, кущі смородини, агрусу, малинник. Доброта душі цієї жінки, її ніжне й любляче серце перетворювало все, до чого торкались її працьовиті руки, на красу.
Щороку тішили очі односельчан розмаїття квітів, які цвіли тут від ранньої весни до пізньої осені. Закохана у квіти, у життя й людей, М. А. Палійчук випромінювала собою всі барви життя, тому багато квітів було і в самому приміщенні фельдшерсько-акушерського пункту.
Марія Андріївна була надзвичайно обдарованим від природи медиком, справжнім фахівцем. Вона дуже швидко могла поставити діагноз захворювання, який майже стовідсотково підтверджувався в клініках району та області.
Хоча зараз Марії Андріївни Палійчук уже немає серед нас (лише тиждень не дожила вона до свого шістдесятиріччя), але односельчани з великою повагою, теплотою і вдячністю згадують про свою цілительку, людину, чию щирість серця, широту душі і повноту любові пам'ятають і нині.
Згадують діти Марії Андріївни — син Богдан і донька Марія: «Одного разу мама сказала, що в її житті ліпшого і кращого, ніж її діти та робота, не було».
І в цих словах уся сутність нашої дорогої, нашої незабутньої Марії Андріївни Палійчук, яка всю себе, свою працю, свої знання, своє життя до останку віддавала людям.

## На сцені сільського клубу
Ці слова поводиря нашої нації, майже нашого краянина, стали девізом кожної хати-читальні, яка створювалась у важкі роки національно-визвольних змагань на всій Західній Україні.
Тут, у хаті-читальні збиралися ті, хто не здавався під тиском обставин, не зрікався свого народу, рідної мови, культури, української пісні.
У 1928-му і в Зібранівці побудували й освятили хату-читальню, пізніше її перейменували в клуб. Клуб — одне з місць, де збирається молодь у годину дозвілля.
Колись першими дописами про життя села починав журналістське й письменницьке життя учень Зібранівської семирічної школи, згодом студент Чернівецького державного університету, Микола Гошко. З його дописів ми багато про що дізнаємося нині.
5 січня 1958 року Заболотівська районна газета «Шлях Ілліча» писала: «При клубі ім. Шевченка с. Зібранівка створено музичний гурток. Завдання гуртка — ознайомити гуртківців з нотною грамотою та навчити молодь грати на народних інструментах — на акордеоні, скрипці, гармонії, мандоліні, балалайці та домрі. Заняття в гуртку проводились два рази на тиждень — у вівторок і суботу. Навчанням гуртка керував завідувач клубу Ярослав Порайко. Старанно вивчали музичну справу гуртківці Василь Лукінчук, Мирослав Кобринський, Ярослав Боратинський, Роман Григораш».
Про активність роботи сільського клубу свідчить ще одне повідомлення в газеті «Шлях Ілліча» за 27 квітня 1958 року: «15 квітня учасники драматичного гуртка поставили на сцені Зібранівського клубу ім. Шевченка п'єсу М. Кропивницького „Перехитрили“. Вчитель Семен Курилюк вдало виконав роль багатого поміщика Максима Кукси, а його дочки Оришки — Дарія Ковалюк. Роль Дранка вміло виконав Іван Близнюк. Вдало відтворили задумані автором п'єси образи Ганна Близнюк, Ярослав Порайко, Богдан Ковалюк, Ярослав Глібчук, Роман Юрчук».
Великим успіхом у 50-х та 60-х роках минулого століття користувався танцювальний гурток при клубі, яким керував палкий шанувальник цього виду мистецтва Михайло Чепіль. З концертами їздили у Трофанівку, Рож-Поле, Келихів, Тулуків, Олешків та інші села району. Танцювали «Верховинку», «Аркан», «Козачок»… Як дуже вправні танцюристи й понині згадуються в селі Ольга Гарасимівна Глітняк (П'яза) та Василь Миколайович Опаряк, Іван Юрійович Боднарук та Одарка Михайлівна Григорчак (Шишук), Микола Онуфрійович Церковнюк та Марія Степанівна Григораш (Дмитрук), Марія Юріївна Демчук та Богдан Онуфрійович Ковалюк.
Понад 40 років (а це друга половина XX століття) активну участь у роботі клубу брали вчителі Зібранівської школи, серед них — філолог Яніна Наумівна Ткаченко та математик Семен Йосипович Курилюк. Семен Йосипович — талановитий самодіяльний актор. Він був керівником драматичного гуртка, а Яніна Наумівна — його правою рукою, незамінним суфлером. Це подружжя зробило неоціненний внесок у процвітання культури в Зібранівці. Під керівництвом Семена Йосиповича поставлено багато вистав. Самодіяльні актори користувалися пошаною й авторитетом не тільки серед глядачів Зібранівки, а й навколишніх сіл. У їхньому репертуарі були «Украдене щастя», «Сватання на Гончарівці», «Про що тирса шелестіла…», «Весілля в Малинівці», «Ой, не ходи Грицю, та й на вечорниці», «Данило-чарівник», «Любов артиста», «Жартівниця», «Трьох до вибору», «Бондарівна», «Циганка Аза» та інші п'єси. А втілювали образи героїв активні члени драматичного гуртка: Семен Йосипович Курилюк, Іван Васильович Близнюк, Дарія Василівна Ковалюк, Богдан Онуфрійович Ковалюк, Ярослав Васильович Порайко, Ярослав Васильович Глібчук, Олександра Андріївна Кобринська, Роман Васильович Юрчук, Ганна Федорівна Близнюк, Олександра Олексіївна Паранчич, Ольга Петрівна Демчук, Ганна Василівна Бегей, Василь Васильович Бегей, Катерина Федорівна Корж, Степан Іванович Мокрій, Уляна Зіновіївна Тимофійчук, Василь Михайлович Тимофійчук, Василь Юрійович Дмитрук, Іван Васильович Дмитрук, Ольга Ярославівна Наворотняк, Петро Васильович Корж, Світлана Василівна Ільницька та багато інших аматорів театрального мистецтва.

## Млин Зібранівського часу
Так співається в одній із народних пісень. Млин у Зібранівці має неабияке значення. Колись тут не лише мололи зерно, а й зустрічалися, знайомилися, закохувалися…
Млин стоїть на околиці. Тут панує дух борошна, дух поля, жита, волошок. Тут немає похмурих облич. Зерно — то енергія землі, енергія життя. І коли в тебе на очах відбувається борошняне диво, душа сповнюється невимовною тихою радістю. Тішишся, як дитина: є хліб — буде і свято, і пісня.
Колись давно зібранівський млин був власністю ропарів із Рожнова. Згодом вони збанкрутували і млин викупили євреї. Це було десь у 90-х роках XIX століття. Млин був старенький, під ґонтом (драницями). Працював на воді. На початку двадцятого століття господарем млина став Григорій Гафійчук із Задубрівців. Він був багацького роду, мав шестеро дітей. Троє з них залишилися в Задубрівцях, а трьох забрав із собою в Зібранівку, серед них і Марію — згодом маму Івана Кобринського.
У 15 років Марія Гафійчук вийшла заміж за 18-річного Степана Кобринського.
Згадує Іван Кобринський: — Як розповідали мені батьки, у 20 років тато пішов в армію, а мама залишилася вдома на господарстві. Щоб якось уберегти млин від руйнування, вона спродала худобу, дозичила в людей грошей і купила камінь до млина, який колись коштував 800 злотих. На ці гроші потрібно було продати багато поля. А тато, коли повернувся з армії, відбудував млин у 1932 році, зробили колеса діаметром понад 3 м.
У 1958 році Іван Кобринський уже ремонтував млин. У 1973 році млин електрифіковано. Були часи, коли до Зібранівського млина приїжджали люди молоти зерно із багатьох навколишніх сіл. Добра слава про млин линула по всій окрузі.

## Населення

### Мова
Розподіл населення за рідною мовою за даними перепису 2001 року:
| Мова       | Кількість | Відсоток |
| ---------- | --------- | -------- |
| українська | 752       | 99.47%   |
| російська  | 4         | 0.53%    |
| Усього     | 756       | 100%     |

## Відомі уродженці
- Корж Микола Іванович-«Сокіл» — командир сотні УПА «Змії», лицар Бронзового хреста бойової заслуги УПА.
- Гошко Микола Васильович — український прозаїк, журналіст, краєзнавець.
- Яремійчук Роман Семенович — доктор технічних наук, професор, академік і віце-президент Української нафтогазової академії, дійсний член наукового Товариства ім. Шевченка, лауреат Державної премії України в галузі науки і техніки.
- Борець (Чепіль) Олександра Василівна — доктор хімічних наук, професор.
- Палійчук Юрій Олексійович — кандидат хімічних наук, науковий співробітник Інституту органічної хімії АН України, працівник Міністерства закордонних справ України.
- Філь (Палійчук) Наталія Олексіївна — заступник начальника управління освіти і науки Івано-Франківської обласної державної адміністрації, начальник відділу загальної середньої освіти, «Відмінник освіти України», нагороджена Почесним знаком Міністерства освіти і науки України «Софія Русова».
- Корж Петро Васильович — учитель, поет, композитор, співак, лауреат Всеукраїнських пісенних фестивалів і літературно-мистецької премії ім. Марка Черемшини.
- Близнюк Василь Іванович — викладач-методист, «Відмінник народної освіти України», «Відмінник освіти України», голова обласного методичного об'єднання викладачів математики вищих навчальних закладів І-ІІ рівнів акредитації, автор книжки «Зібранівка: погляд крізь роки. Сторінки історії села і його школи», автор і ведучий інтелектуальних програм «Пізнаваймо світ разом» та «Один із трьох» на радіо «Буковина».